# Хъневци
Хъневци е село в Северна България. То се намира в община Елена, област Велико Търново.

## География
Село Хъневци се намира в планински район.

## Личности
- Стефан Недев (1897 – 1983), български офицер, полковник